# Cantó de Scey-sur-Saône-et-Saint-Albin
El cantó de Scey-sur-Saône-et-Saint-Albin és un cantó francès del departament de l'Alt Saona, situat al districte de Vesoul. Té 26 municipis i el cap és Scey-sur-Saône-et-Saint-Albin.

## Municipis
- Aroz
- Baignes
- Bourguignon-lès-la-Charité
- Boursières
- Bucey-lès-Traves
- Chantes
- Chassey-lès-Scey
- Chemilly
- Clans
- Ferrières-lès-Scey
- Grandvelle-et-le-Perrenot
- Lieffrans
- Mailley-et-Chazelot
- Neuvelle-lès-la-Charité
- Noidans-le-Ferroux
- Ovanches
- Pontcey
- Raze
- Rosey
- Rupt-sur-Saône
- Scey-sur-Saône-et-Saint-Albin
- Traves
- Velleguindry-et-Levrecey
- Velle-le-Châtel
- Vy-le-Ferroux
- Vy-lès-Rupt

## Història
| Data d'elecció                           | Identitat          | Partit                                 | Qualitat |
| ---------------------------------------- | ------------------ | -------------------------------------- | -------- |
| 1945-1951                                | M. Friquet         | Divers droite                          |          |
| 1951-1976                                | M. Poinsotte       | RPF, després RS, després divers droite |          |
| 1976-1982                                | M. Compagnon       | PS                                     |          |
| 1982-1992                                | Jacques Poinsotte  | UDF                                    |          |
| 1992-2011                                | François Poinsotte | RPR                                    |          |
| 2001-                                    | Carmen Friquet     | Divers droite, després UMP             |          |
| les dades anteriors no són pas conegudes |                    |                                        |          |
|                                          |                    |                                        |          |

## Demografia
| A partir de 1990: Població sense dobles comptes |